# Seznam nositelů Řádu Bílého lva (Československo)
Toto je seznam nositelů Řádu Bílého lva pro dobu trvání Československa, a to chronologicky podle udělení. V této době byli vyznamenáváni výhradně cizí státní příslušníci, což později pro samostatnou Českou republiku již přestalo platit. V letech 1923–1990 se vyznamenání oficiálně jmenovalo Československý řád Bílého lva. Zde je uveden jen výběr, kompletní seznam nositelů je v archivu KPR.

## Seznam vyznamenaných

### 1923
- Raymond Poincaré, francouzský prezident a premiér – I. třídy
- Ferdinand Foch, maršál Francie – I. třídy
- Maurice Janin, francouzský generál a velitel Československých legií ve Francii a v Rusku během občanské války – I. třídy
- Ferdinand I. Rumunský – I. třídy
- Alexandr I. Karađorđević, jugoslávský král – I. třídy s řetězem

### 1924
- Karel II. Rumunský – I. třídy s řetězem
- Ion I. C. Brătianu, rumunský premiér – I. třídy
- Hirohito – I. třídy s řetězem
- Clemente Micara, apoštolský nuncius v Praze – I. třídy
- Louise Weissová, francouzská spisovatelka a politička – IV. třídy

### 1925
- Albert I. Belgický, třetí belgický král, obdivovaný za chrabrost při obraně belgické neutrality během první světové války[2]
- Alfons XIII., španělský král – I. třídy
- Miguel Primo de Rivera, španělský generál a premiér – I. třídy
- Aleksander Skrzyński, polský politik – I. třídy

### 1926
- John J. Pershing, americký generál – I. třídy
- Nicholas Murray Butler, americký filozof – I. třídy
- Richard Crane, bývalý americký velvyslanec – I. třídy
- Michael Hainisch, rakouský prezident – I. třídy
- Rudolf Ramek, rakouský kancléř – I. třídy
- Benito Mussolini[3], v době první světové války socialistický novinář, zasloužil se v Itálii o propagaci husitství a myšlenky československé samostatnosti. V době udělení italský ministerský předseda a později italský diktátor. – I. třídy[4]
- Eugène Mittelhauser, francouzský generál, zástupce velitele a později velitel Francouzské vojenské mise v Československu, náčelník československého Hlavního štábu branné moci v letech 1921 až 1925. Vojenská skupina – I. třídy[5]
- Tomasso Tittoni, (1855–1931), prezident italského senátu. Civilní skupina – I. třídy
- Armando Diaz, (1861–1928), italský generál. Vojenská skupina – I. třídy
- Pietro Badoglio, (1871–1956), italský generál, pozdější maršál a předseda vlády 1943-44. Vojenská skupina – I. třídy
- Filippo Cremonesi, (1872–1942), italský senátor a guvernér Říma, bankéř, president italského Červeného kříže a pozdější ministr zahraničních věcí. Civilní skupina – II. třídy
- Enrico Scodnik, (1866–1951), italský senátor, vicepresident Ligy československo-italské, civilní skupina – II. třídy

### 1927
- Milan Srškić (1880–1937), premiér Jugoslávie – I. třídy
- Viktor Murnik, slovinský starosta Sokola – V. třídy
- Pietro Mascagni, italský skladatel – III. třídy

### 1928
- Fuad I., egyptský král – I. třídy s řetězem
- Zenon Przesmycki, polský redaktor, literární kritik, básník a překladatel - komandér.[6]
- Antonín Raymond, architekt, honorární konzul v Japonsku – civilní skupina, IV. třídy[7]
- Marie Růžičková-Strozzi (1850–1937), chorvatská herečka českého původu[8]
- Anna Auředníčková – V. třídy
- Waclav Francis Severa, podnikatel, iniciátor a mecenáš Americké domoviny v Brně – civilní skupina, IV. třídy[9]
- Michael Pupin, srbsko–americký fyzik – II. třídy

### 1929
- Vilemína Nizozemská, nizozemská královna – I. třídy s řetězem
- Robert Baden-Powell, zakladatel skautského hnutí (vyznamenání u příležitosti 3. světového skautského jamboree v Arrow Park předal Jan Masaryk, československý vyslanec v Londýně)
- Luigi Barlassina, Latinský patriarcha jeruzalémský
- Olga Fanno-Schmidtová, česká sochařka a malířka v Itálii, příslušnice prvního čs. odboje – V. třídy
- Pietro Gasparri, kardinál – I. třídy
- Eleftherios Venizelos, řecký premiér – I. třídy

### 1930
- Joseph Bech, lucemburský premiér – I. třídy

### 1931
- Pehr Evind Svinhufvud, finský prezident – I. třídy s řetězem
- Antanas Smetona, litevský prezident – I. třídy s řetězem
- Jindřich Meklenbursko-Zvěřínský, nizozemský princ manžel – I. třídy

### 1932
- Ignjat Bajloni, česko-srbský podnikatel, guvernér Jihoslovanské národní banky – II. třídy
- Léon Guillet, Člen Královské akademie věd Francie, zahraniční člen Masarykovy akademie práce – II. třídy[10]

### 1933
- Zdzisław Jachimecki, polský hudební historik, skladatel, profesor na Jagellonské univerzitě a člen PAU[11]
- Jean Verdier, francouzský kardinál – I. třídy
- Italo Balbo, italský maršál a politik – I. třídy

### 1934
- Louis-Eugène Faucher, náčelník Francouzské vojenské mise v Československu – vojenská skupina – I. třídy[12]
- Ion Antonescu, rumunský generál – vojenská skupina – I. třídy

### 1935
- Frederik IX. – I. třídy
- Pietro Ciriaci, papežský nuncius v Praze – I. třídy

### 1936
- Edvard Beneš
- Kurt Schuschnigg, rakouský kancléř – I. třídy
- Michal I. Rumunský – I. třídy
- Alžběta Rumunská  – I. třídy
- Pavel Karađorđević, jugoslávský regent – I. třídy s řetězem
- Milan Stojadinović, jugoslávský premiér – I. třídy
- Mehmed Spaho, jugoslávský muslimský politik – I. třídy
- Anton Korošec, jugoslávský politik – I. třídy
- Dragiša Cvetković, jugoslávský politik – I. třídy
- Dragoljub Mihailović, jugoslávský důstojník, atašé v Praze – III. třídy
- Carlos Saavedra Lamas, argentinský ministr zahraničí, držitel Nobelovy ceny – I. třídy

### 1937
- Haakon VII., norský král, vojenská skupina – I. třídy s řetězem
- Gustav V., švédský král, vojenská skupina – I. třídy s řetězem
- Lázaro Cárdenas del Río, mexický prezident, vojenská skupina – I. třídy s řetězem
- Petr II. Karađorđević, jugoslávský král – I. třídy s řetězem
- Marie Rumunská, jugoslávská královna matka – I. třídy
- Olga Řecká a Dánská, jugoslávská princezna – I. třídy
- Galeazzo Ciano, italský ministr zahraničí – I. třídy
- William Beardmore, britský překladatel a novinář usazený v Čechách – IV. třídy[13]
- Nikola Tesla – I. třídy[14]

### 1938
- Chula Chakrabongse, siamský královský princ – I. třídy[15]
- Ludovico Chigi Albani della Rovere, velmistr řádu maltézských rytířů – I. třídy
- Emil Hácha – I. třídy
- Giuseppe Burzio, diplomat apoštolské nunciatury – III. třídy

### 1945
- Bernard Montgomery[16]
- George S. Patton[17]
- Dwight D. Eisenhower
- Rodion Jakovlevič Malinovskij
- Ivan Stěpanovič Koněv
- Georgij Konstantinovič Žukov
- Alexej Innokenťjevič Antonov
- Andrej Ivanovič Jeremenko
- Valerian Alexandrovič Zorin, sovětský velvyslanec – I. třídy
- Čankajšek

### 1946
- Fiorello H. La Guardia, americký politik – I. třídy
- Arso Jovanović – II. třídy
- Milovan Djilas – II. třídy
- Koča Popović – II. třídy
- Vladimir Velebit – II. třídy
- Sreten Žujović – II. třídy
- Peko Dapčević – II. třídy
- Edvard Beneš (vojenský)
- Ludvík Svoboda
- Josip Broz Tito
- Vlasta Vrázová, ředitelka Americké pomoci Československu – V. třídy

### 1947
- Paul-Henri Spaak, belgický politik – I. třídy
- Józef Cyrankiewicz, polský premiér – I. třídy
- Władysław Gomułka, polský politik – I. třídy
- Petru Groza, rumunský premiér – I. třídy

### 1948
- Trygve Lie, norský politik, generální tajemník OSN – I. třídy
- Alois Vicherek, český vojenský letec, sborový generál, velitel letectva hlavního štábu, Praha – vojenská skupina – I. třídy[18]
- Chivu Stoica, rumunský politik – I. třídy
- Gheorghe Gheorghiu-Dej, rumunský politik – I. třídy
- Georgi Dimitrov, bulharský politik – I. třídy
- Vŭlko Červenkov, bulharský politik – I. třídy
- Klement Gottwald

### 1949
- Ivan Sekanina in memoriam[19]
- Alois Vašátko, československý stíhací pilot – vojenská skupina – I. třídy[20]
- István Dobi, maďarský premiér – I. třídy
- Tadeusz Michejda, polský politik – I. třídy

### 1950
- Grigorij Alexandrov, sovětský režisér
- Sergej Gerasimov, sovětský režisér

### 1955
- Georgij Konstantinovič Žukov – I. třídy, civilní skupina

### 1956
- Wilhelm Pieck, prezident NDR
- Norodom Suramarit, kambodžský král
- Norodom Sihanuk, kambodžský princ-král
- Sukarno, indonéský prezident

### 1960
- Che Guevara – I. třídy, civilní skupina
- Raúl Castro – I. třídy, civilní skupina

### 1961
- Osvaldo Dorticós Torrado, kubánský prezident – I. třídy s řetězem
- Kwame Nkrumah, ghanský prezident – I. třídy s řetězem

### 1962
- Modibo Keïta, prezident Mali – I. třídy s řetězem

### 1964
- Ahmed Ben Bella, alžírský prezident – I. třídy s řetězem
- Šadlí Bendžedíd, alžírský předseda – I. třídy s řetězem

### 1966
- Gamál Násir, prezident SAR – I. třídy s řetězem

### 1968
- Walter Ulbricht, prezident NDR – I. třídy s řetězem
- Todor Živkov – I. třídy

### 1969
- Urho Kekkonen, finský prezident – I. třídy s řetězem
- Ahti Karjalainen, finský politik – I. třídy, civilní skupina

### 1970
- Alexej Kosygin – I. třídy s řetězem
- Muhammad Záhir Šáh – I. třídy s řetězem
- Ivan Udalcov – II. třídy

### 1972
- Fidel Castro[21]
- Carlos Rafael Rodríguez

### 1973
- Leonid Iljič Brežněv
- Jumdžágín Cedenbal
- Kim Ir-sen
- Henryk Jabłoński
- Stěpan Vasiljevič Červoněnko

### 1975
- Háfiz al-Asad
- Andrej Andrejevič Gromyko

### 1977
- Muhammad Rezá Pahlaví

### 1978
- Muammar Kaddáfí – I. třídy s řetězem[22]

### 1979
- Wojciech Jaruzelski

### 1980
- Spyros Kyprianu

### 1983
- Maurice Bishop ?

### 1987
- Mengistu Haile Mariam[23]
- Nicolae Ceaușescu
- Erich Honecker
- Mauno Koivisto

### 1989
- Raif Dizdarević
- Jásir Arafat

### 1990
- Vladimír Krajina – I. třídy[24]
- François Mitterrand – I. třídy s řetězem[24]
- Zdena Salivarová – III. třídy[24]
- Josef Škvorecký – III. třídy[24]

### 1992
- Harold Gordon Skilling – III. třídy[24]